# المدرسة العليا للكهرباء (فرنسا)
المدرسة العليا للكهرباء المعروفة (بالفرنسية: Supélec)‏ هي مدرسة هندسة كهربائية فرنسية. تعتبر من أهم وأرقى المدارس الفرنسية ومعروفة باختصاصات عدة أبرزها علوم الكهرباء، الطاقة ومعالجة الإشارة. منذ عام 1894 تخرج مهندسين يشغلون مناصب مهمة في فرنسا والعالم ويعرفون باسم السوبلك (Les Supélecs).

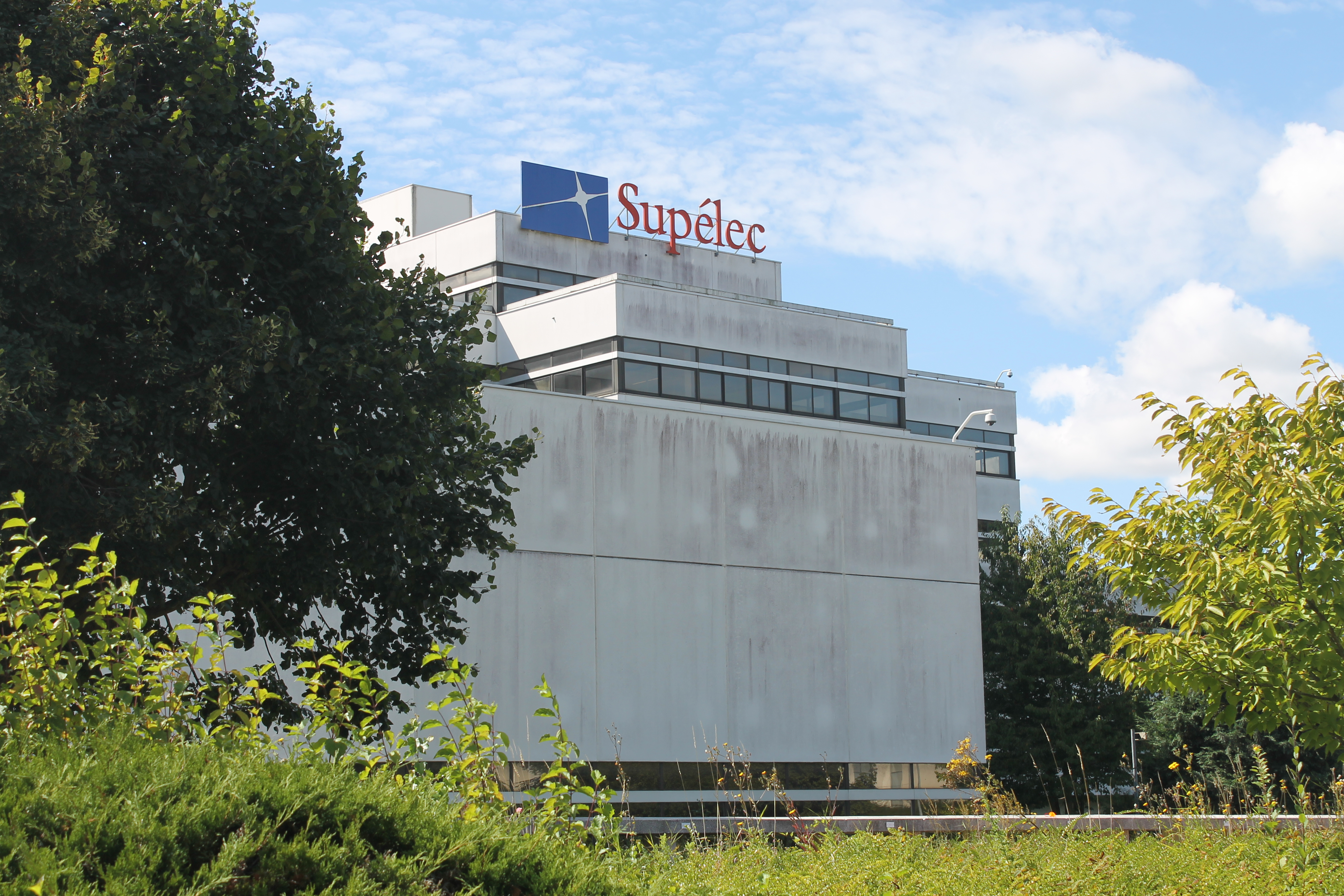
المبنى الرئيسي للجامعة في جيف سور يوفيت.

## تصنيف المدرسة
تصنف المدرسة دائما بشكل ممتاز بحيث تبقى من أكبر خمس كليات الهندسة في فرنسا. في عام 2016، احتلت المرتبة الأولى في فرنسا وفقا لاستطلاعات رواتب خريجيها الذين يعتبرون من بين خريجي فرنسا الأعلى أجراً. من ناحية الجودة العلمية، إن الجامعة صنفت ثالثة عام 2016 خلف المدرسة المركزية لباريس والكلية المتعددة التكنولوجية. والجدير بالذكر أن المدرسة العليا للكهرباء و المدرسة المركزية لباريس أصبحتا تشكلان جسماً واحداً بعد الاندماج الذي حصل بين المدرستين منذ عام 2015 و أصبحتا من أكبر وأضخم مدارس المهندسين الفرنسية كماً ونوعاً.
تسمى المدرسة الحديثة التكوين باسم سنترال-سوبيلك أو بالفرنسية CentraleSupélec، وهدفها التعليم العالي الجودة، تحضير مهندسين ذات مستوى عالمي مؤهلين للشركات الكبرى وتطوير الأبحاث في كل المجالات التخصصية للمدرستين المؤسستين.

## اختصاصات
تعنى المدرسة العليا للكهرباء بمجالات متعددة وتبرز في مجال الأبحاث العلمية في قطاعات عدة. ابرزها:
- الإلكترونيات
- هندسة كهربائية
- هندسة الطاقة
- طاقة نووية
- هندسة الإشارة
- الفيزياء
- إحصاء: هو أحد فروع الرياضيات
- هندسة الاتصالات
- كهرومغناطيسية

## مستويات التعليم

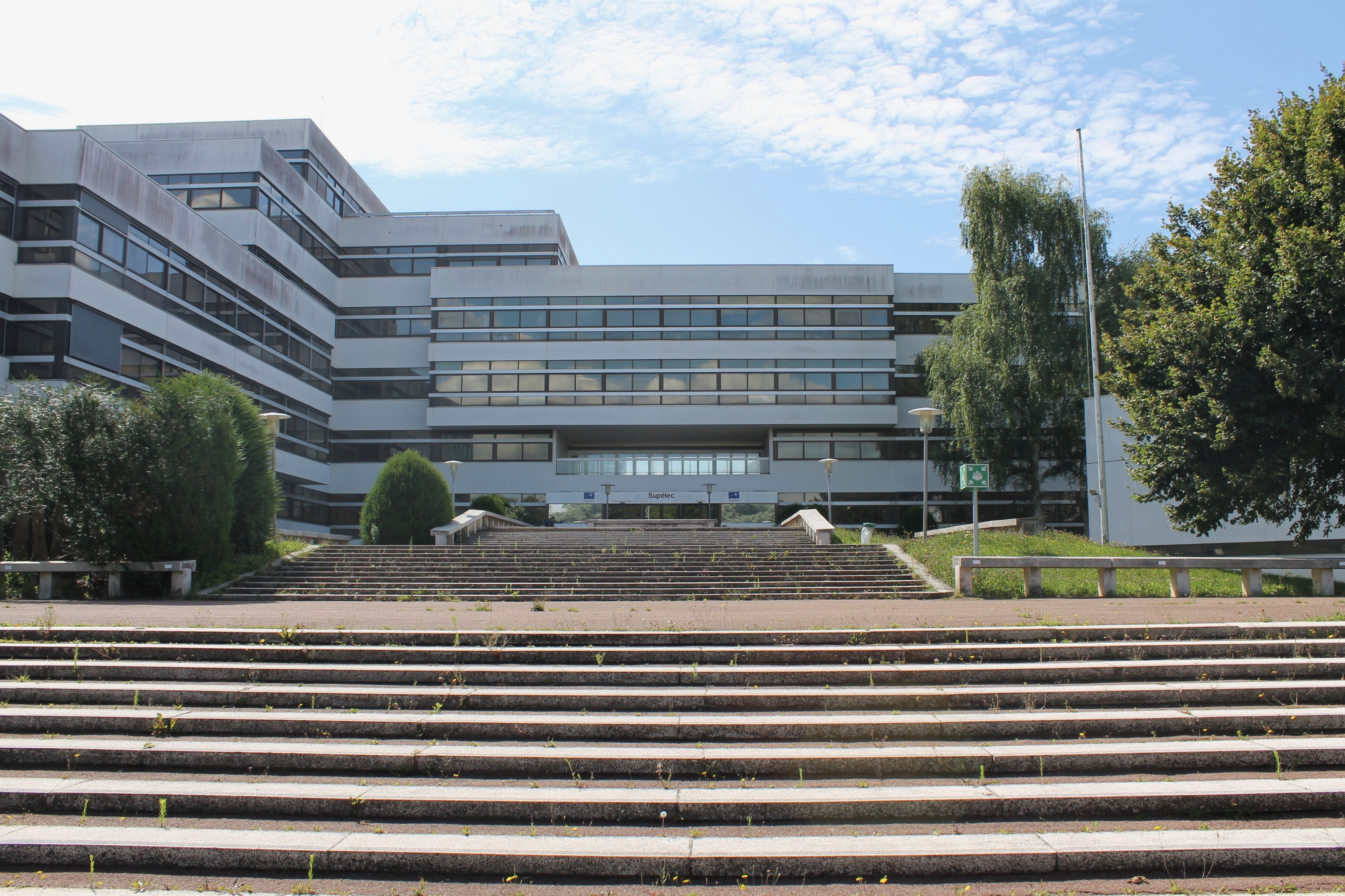
المدخل الرئيسي للمدرسة في ضواحي العاصمة الفرنسية.

تمكن المدرسة العليا للكهرباء تلاميذها من برامج عدة وتؤهلهم للمستويات التالية :
- درجة مهندس
- ماستر أبحاث
- ماجستر تخصصي
- دكتوراه